# Isidoro Fernández Reguera
Isidoro Fernández Reguera fue un político y militar argentino que tuvo un destacado papel en las acciones de la Guerra de la Triple Alianza en territorio de la República Argentina.

## Biografía
Isidoro Fernández Reguera nació en San Roque, provincia de Corrientes, en 1816. Era hermano de Raymundo Fernández Reguera que alcanzaría también el grado de coronel en el ejército de su patria.
Al igual que su hermano, Isidoro Fernández Reguera se incorporó a las fuerzas armadas de su provincia donde alcanzó el grado de coronel de milicias.
En julio de 1862 los liberales Valerio Insaurralde y Basilio Acuña se levantaron en armas en Curuzú Cuatiá contra el también liberal gobernador José Pampín, con el objeto de forzarlo a tomar medidas contra el coronel Nicanor Cáceres.
Pampín encargó el mando de sus tropas al general Manuel Vicente Ramírez "Ramírez Chico" y al coronel Isidoro Fernández Reguera, quien movilizó sus fuerzas pero inició conversaciones con los líderes rebeldes para que depusieran sus armas. La llegada del mismo Cáceres con sus tropas impidió el acuerdo y el 6 de agosto de 1862 los rebeldes fueron derrotados en el combate de Curuzú Cuatiá.
En 1865, tras la invasión paraguaya de Corrientes, se sumó al ejército aliado reconociéndosele el grado de coronel. Durante el primer año de la intervención argentina en la Guerra del Paraguay actuó como jefe de la vanguardia de las fuerzas de observación comandadas por el general Enrique Castro.
Tras la caída de Uruguayana, el general Venancio Flores, cumpliendo órdenes de Bartolomé Mitre, dispuso que una columna marchara contra la retaguardia paraguaya en territorio argentino. La fuerza, compuesta de milicias de caballería correntinas y uruguayas estaba al mando del coronel Isidoro Fernández Reguera y de Simeón Paiva, mientras que el mayor Nicómedes Castro comandaba su vanguardia.
Recibiendo órdenes de que «con 200 hombres marchase á protejer nuestras avanzadas y con todas reunidas arrollara las del enemigo hasta donde fuese prudente» el 9 de agosto de 1865 Fernández Reguera batió un destacamento de tropas de caballería paraguayas que fueron «arrollados y perseguidos como legua y media matándoles 14 hombres que echaron pie á tierra».
El general Juan Madariaga manifestaba en su parte al general Venancio Flores «VE valorará la importancia de este preliminar precursor de los que debe esperarse en mayor escala al emprenderse las operaciones y la importancia del valor y decision de nuestros soldados en quienes he tenido siempre entera fé». 
Por su parte, desde el cuartel general en Paso de las Piedras del Miriñay, al comunicar a Bartolomé Mitre el suceso, el 10 de agosto Flores manifestaba: «Triunfo que en estos momentos tiene una gran trascendencia y que será precursor de otros mayores. Por lo tanto me permito recomendar á V.E. la digna comportacion del Sr.Coronel Reguera y demás valientes que tomaron parte en aquella jornada».
El 27 de septiembre las tropas de Fernández Reguera derrotaron una fuerza de 100 paraguayos en Capón Paraguayo, cerca de Playadito, departamento Santo Tomé, a dos leguas de San Carlos. El parte de Fernández Reguera, tras recomendar «la bravura de los Sres.Gefes, Oficiales y tropa que tengo la honra de mandar» reconoce el valor de sus adversarios: «El enemigo, mi querido General, no se rinde á nadie prefieren la muerte y no rendirse, son peores que los Indios de la Pampa».
Luego de batir al destacamento acantonado en Capón Paraguayo, la columna compuesta de milicias correntinas y del 3.º Escuadrón del Regimiento Escolta Oriental, marchó sobre Trinchera de los Paraguayos (hoy Posadas). El 3 de octubre de 1865 batió completamente a la guarnición compuesta por 100 hombres. En su parte, Fernández Reguera describe las Trincheras como «una pared de piedra que tiene de alto como tres varas, y de estension como de 15 á 20 cuadras, el campo es montuoso, solo hay un camino para ir al puerto». Allí rescató mil cabezas de ganado: «De estas trincheras Exmo.Sr., he sacado mas de mil animales entre vacuno y caballar entre ellos mas de quinientos caballos flacos, cuatro carretas y algunos bueyes».
El triunfo, aunque menor en las fuerzas involucradas, tendría especial significación: «esa fecha del 3 de octubre tiene una trascendencia de alta importancia para la historia de Misiones, pues a partir de ese momento, ese dia, queda reincorporada al Patrimonio Patrio el área que comprendía el poblado». En efecto, con esas acciones y las que pronto seguirían, Argentina recuperó los territorios misioneros al sur del Paraná, ocupados por Paraguay desde 1834.
De Trincheras del Paraguay, Fernández Reguera avanzó a Rincón de Candelaria, defendida por 200 hombres, en su mayor parte infantes, donde el 6 informaba haber recuperado unos 16000 animales, cifra posteriormente confirmada en unos 20000 y que, cerradas las operaciones en el sector, totalizarían alrededor de 30000 cabezas de ganado.
El 13 de octubre desde su Cuartel General en Ombú Venancio Flores informaba a Bartolomé Mitre «del arrojo y denuedo de los valientes que forman aquella Division; y en particular del Sr.Coronel Reguera, que infatigable con la División á sus inmediatas órdenes, ha hecho dar la espalda en todas direcciones á los esclavos del tirano Lopez, posesionándose de todas sus guardias, y tomándoles mas de treinta mil animales vacunos y caballares, y haciendo flamear en la Costa del Paraná, á las banderas Argentina y Oriental. Considero Sr.General de inmensa trascendencia las operaciones que acaba de hacer la primera División del Ejército Aliado de Vanguardia. Por lo tanto cumpliendo con un deber de rigorosa justicia, recomiendo á VE la digna comportacion de los Sres.Gefes, Oficiales y tropa que componen aquella benemérita Division».
Al siguiente día, Mitre, general en jefe de los ejércitos aliados y presidente argentino, informaba al vicepresidente Marcos Paz «V E se impondrá por dichos partes, entre otros hechos llevados á cabo por dicha columna, del rescate que han hecho de mas de treinta mil cabezas de ganado vacuno yeguarizo, de las que habían robado de esta Provincia los Ejércitos del Presidente Lopez, rescate que continuará practicándose sin que la columna referida desatienda los principales objetos con que ha sido desprendida del Ejército. Recomiendo á la consideración y aprecio del Gobierno á los distinguidos Gefes, así como á los domas oficiales y soldados que componen esta columna y que tan satisfactoriamente llenan su deber».
Al estallar la Rebelión Jordanista en la provincia de Entre Ríos, Isidoro Fernández Reguera acompañaba a la división que al mando del general Juan Andrés Gelly y Obes invadió la provincia rebelde desde Corrientes. 
El 1 de noviembre de 1870 Gelly y Obes otorgó a Fernández Reguera la efectividad en el grado de coronel graduado del Ejpercito Argentino, pero Isidoro Fernández Reguera, a diferencia de su hermano, se sumó al levantamiento federal. Ya prácticamente contenido el movimiento debió exiliarse. Mitre, crítico de su antiguo subordinado, escribiría: «Reguera (Isidoro) está emigrado en el Brasil, no vale la fumada de un cigarro. Raimundo, que vale algo más, está á mis órdenes, y si hemos de creer sus demostraciones, muy complacido de estarlo».
Isidoro Fernández Reguera seguiría ligado a la política local. Creada en abril de 1890 la Unión Cívica en la ciudad de Buenos Aires y aunque fracasada la Revolución del Parque caído el gobierno nacional, el 21 de septiembre de 1890 miembros del Partido Liberal de Corrientes crearon la Unión Cívica de la Provincia de Corrientes para defender la «libre emisión de pensamiento por la prensa, libertad completa y garantías ciertas del sufragio popular en las comisiones electorales, libertad de reunión pacífica, pureza administrativa, honradez e idoneidad en los funcionarios públicos y responsabilidad efectiva, garantías de seguridad y de respeto de las personas y de la propiedad».
La nueva agrupación presidida por Juan Eusebio Torrent impulsó pronto la creación de comités en los principales departamentos. El constituido en Paso de los Libres fue así presidido por Isidoro Fernández Reguera, quien se había afincado en esa localidad al igual que su antiguo compañero de campaña Simeón Paiva.